# Simon Eichenberger
Simon Eichenberger (geboren 1976 in Beinwil am See) ist ein Schweizer Regisseur und Choreograf.

## Leben und Werk
Eichenberger absolvierte seine Ausbildung beim Schweizer Kammerballett in Zürich bei Jean Deroc ausgebildet. Er war 15 Jahre lang Tänzer. Danach arbeitete er als Assistent und Associate Choreographer für die Choreografin und Regisseurin Kim Duddy, mit ihr arbeitete er für eine Reihe von Musical-Produktionen: Fame (am Stadttheater St. Gallen, 2004), sowie beim Musical Sommer Amstetten Footloose (2004), Jesus Christ Superstar (2005), Carmen Cubana, (Uraufführung 2006), Hair (2007), Elton Johns Musical-Fassung von Verdis Aida (2008) und Rockville (UA 2009). Auch an den Weltpremieren des Udo-Jürgens-Musicals Ich war noch niemals in New York (Operettenhaus Hamburg, 2007) und des Udo-Lindenberg-Musicals Hinterm Horizont (Theater am Potsdamer Platz Berlin, 2011) war er beteiligt.
Mit Die 13½ Leben des Käpt’n Blaubär und Wochenend und Sonnenschein, zwei Tourneefassungen, begann 2007 seine eigene Laufbahn als Choreograf. Es folgten South Pacific und Into the Woods am Staatstheater Kassel, Gigi an der Oper Graz und Kiss me Kate am Salzburger Landestheater. Für die ThunerSeespiele entstanden Dällebach Kari, Gotthelf, Titanic und Dürrenmatts Der Besuch der alten Dame, der auch in Wien am Ronacher zu sehen war. Auch zeichnete er verantwortlich für Die Schweizermacher in Zürich. Für seine Arbeit bei Rebecca (in St. Gallen und Stuttgart) wurde er von der Fachzeitschrift musicals in der Kategorie Beste Choreografie ausgezeichnet. An den Wiener Kammerspielen war er beteiligt an der europäischen Erstaufführung von Catch Me If You Can und an La Cage aux Folles, am Wiener Theater der Jugend debütierte er mit Once Upon a Mattress. Für das neue Musiktheater Linz erarbeitete er die Shows Seven in Heaven und Show Boat, The Who’s Tommy und Grand Hotel. Für das Hamburger Theater an der Elbe choreographierte er das Musical Das Wunder von Bern für welches er den ersten deutschen Musicalpreis in der Kategorie "Beste Choreographie" erhielt.
2015 wurde Eichenberger zu den Salzburger Festspielen eingeladen und gestaltete die Choreographie von Shakespeares Komödie der Irrungen auf der Pernerinsel in Hallein, es inszenierte Henry Mason.
Im Sommer 2017 inszeniert er auf dem Schlossplatz vom Staatstheater Schwerin die West Side Story sowie für die Zwingenberg Festspiele die Rocky Horror Show.